# Вето
Ве́то (від лат. veto — забороняю) — заборона, яка накладається главою держави на рішення іншого державного органу. В сучасних державах право вето, як правило, надається главі держави щодо законів, які приймає парламент. Право вето має і народ, його прийнято позначати народним вето. У контексті сучасних конституційно-правових трансформацій народне вето слід також розглядати як конституційно-правову форму впливу громадян на прийняття нормативно-правових актів, де ключову роль має не стільки саме проведення відхиляючого референдуму щодо певного нормативно-правового акта, хоча це також має важливе значення, скільки усвідомлення представницьким органом публічної влади реальності скасування його рішення в рамках цієї конституційної процедури.
Історично право «вето» виникло у Стародавньому Римі у V ст. до н. е., де плебейський трибун словом veto міг скасувати будь-яку постанову магістратів чи сенату.

## Сутність
- У державному праві абсолютна чи умовна заборона, яку накладає один державний орган на рішення іншого органу. Право В. в більшості сучасних країн надається голові держави щодо рішень парламенту, а також верхній палаті парламенту щодо законопроєктів прийнятих нижньою палатою;

- У міжнародному праві Право вето в Раді Безпеки ООН є голосування «проти» з будь-якого питання (окрім процесуальних) будь-яким постійним учасником Ради Безпеки ООН.

## Історичний аспект
У Стародавньому Римі право вето належало народним трибунам, які могли його застосувати щодо актів римських консулів або Сенату. Також римський магістрат мав право накласти вето на постанови та дії іншого магістрата, наділеного рівною з ним або меншою владою.
У Польщі XVII—XVIII ст. цим терміном з епітетом liberum veto (вільне вето) окреслювалося право кожного члена сейму накласти заборону на прийняття будь-якого законодавчого або міжнародного акту.

## Застосування
Абсолютне (остаточне, резолютивне) вето надає голові держави право відмовити в затвердженні ухваленого парламентом законопроєкту безумовно; умовне (відкладне, суспензивне, відносне) вето — право голови держави відправити законопроєкт на доопрацювання до парламенту або за відповідних умов для повторного схвалення конституційною більшістю голосів.
Серед відносного вето розрізняють «сильне» і «слабке» вето. При слабкому вето парламент зобов'язаний лише повторно розглянути законопроєкт. Для його подолання достатньо звичайної більшості голосів.
Сильне вето може бути подолане лише кваліфікованою (конституційною) більшістю іноді за дотримання певної процедури.
Потрібно зазначити, що вето дозволяє блокувати прийняття рішень, виступає механізмом збереження статус-кво у прийнятті політичних або економічних рішень.
Для здійснення права вето необхідна владна і правова субординація, ієрархія. Більш повноважні суб'єкти влади можуть мати право впливати на політичний процес прийняття рішень. Право вето в обов'язковому порядку повинне бути закріплене в законах держави, оскільки вето — дієвий механізм впливу на владу, воно часто передбачається основним законом (конституцією) держави.

## В Україні
Згідно Конституції України (стаття 106, пункт 30), право вето належить лише Президенту України.